# Campionati mondiali di sci alpino 1941
I campionati mondiali di sci alpino 1941 si svolsero dal 1º al 9 febbraio 1941 nella località sciistica italiana di Cortina d'Ampezzo. Le gare si svolsero in contemporanea con quelle del mondiale di sci nordico.
Nel congresso mondiale del 1946 la Federazione Internazionale decise di dichiarare nulli i mondiali del 1941, poiché, a causa della seconda guerra mondiale, molte nazioni non avevano potuto prendervi parte. Vennero assegnate alcune medaglie, che, comunque, a causa della risoluzione della FIS, sono state annullate e non sono più conteggiate.

## Uomini

### Discesa libera
| Posizione | Atleta            | Nazione  |
| --------- | ----------------- | -------- |
| 1         | Josef Jennewein   | Germania |
| 2         | Alberto Marcellin | Italia   |
| 3         | Rudolf Cranz      | Germania |

### Slalom
| Posizione | Atleta             | Nazione  |
| --------- | ------------------ | -------- |
| 1         | Albert Pfeifer     | Germania |
|           | Vittorio Chierroni | Italia   |
| 3         | Alberto Marcellin  | Italia   |

### Combinata
| Posizione | Atleta             | Nazione  |
| --------- | ------------------ | -------- |
| 1         | Josef Jennewein    | Germania |
| 2         | Alberto Marcellin  | Italia   |
| 3         | Vittorio Chierroni | Italia   |

## Donne

### Discesa libera
| Posizione | Atleta                  | Nazione  |
| --------- | ----------------------- | -------- |
| 1         | Christl Cranz           | Germania |
| 2         | Käthe Grasegger         | Germania |
| 3         | Anneliese Schuh-Proxauf | Germania |

### Slalom
| Posizione | Atleta                  | Nazione  |
| --------- | ----------------------- | -------- |
| 1         | Celina Seghi            | Italia   |
| 2         | Christl Cranz           | Germania |
| 3         | Anneliese Schuh-Proxauf | Germania |

### Combinata
| Posizione | Atleta                  | Nazione  |
| --------- | ----------------------- | -------- |
| 1         | Christl Cranz           | Germania |
| 2         | Celina Seghi            | Italia   |
| 3         | Anneliese Schuh-Proxauf | Germania |

## Medagliere
| Pos | Nazione  | Oro | Argento | Bronzo | Totale |
| --- | -------- | --- | ------- | ------ | ------ |
| 1   | Germania | 5   | 2       | 4      | 11     |
| 2   | Italia   | 2   | 3       | 2      | 7      |